# Enallagma basidens
Enallagma basidens es una especie de caballito del diablo del género Enallagma, de la familia Coenagrionidae, orden Odonata. Fue descrita por Calvert en 1902.
Mide 28 mm de longitud. Se distribuye por América del Norte: Estados Unidos, México y Canadá, donde se puede encontrar en estanques, lagos, embalses, arroyos y ríos permanentes y semipermanentes.